# Charleston Park
Charleston Park es un lugar designado por el censo ubicado en el condado de Lee en el estado estadounidense de Florida. En el Censo de 2010 tenía una población de 218 habitantes y una densidad poblacional de 673,36 personas por km².

## Geografía
Charleston Park se encuentra ubicado en las coordenadas 26°42′20″N 81°34′50″O / 26.70556, -81.58056. Según la Oficina del Censo de los Estados Unidos, Charleston Park tiene una superficie total de 0.32 km², de la cual 0.32 km² corresponden a tierra firme y (0%) 0 km² es agua.

## Demografía
Según el censo de 2010, había 218 personas residiendo en Charleston Park. La densidad de población era de 673,36 hab./km². De los 218 habitantes, Charleston Park estaba compuesto por el 20.64% blancos, el 74.77% eran afroamericanos, el 0% eran amerindios, el 0.46% eran asiáticos, el 0% eran isleños del Pacífico, el 1.83% eran de otras razas y el 2.29% pertenecían a dos o más razas. Del total de la población el 9.63% eran hispanos o latinos de cualquier raza.